# Camille Keaton
Camille Keaton (* 20. Juli 1947 in Pine Bluff, Arkansas) ist eine US-amerikanische Schauspielerin. Bekanntheit erlangte sie durch ihre Auftritte in Filmen des Giallo-Genres und ihre Hauptrolle der Jennifer Hills im Exploitationfilm Ich spuck auf dein Grab.

## Leben
Camille Keaton wuchs im Chicot County auf, ehe ihre Familie 1960 nach Atlanta zog. 1969 war sie in einen schweren Autounfall verwickelt und zog sich hierbei Narben im Gesicht zu. Nach ihrem Schulabschluss arbeitete Keaton, eine Cousine zweiten oder dritten Grades des Komikers Buster Keaton, als Zugbegleiterin bei Amtrak, ehe sie 1971 nach Italien zog. Dort wurde sie bei einer Talentagentur angenommen und erhielt erste Auftritte in Werbespots.
1972 erhielt Camille Keaton ihre erste Filmrolle als Solange in Massimo Dallamanos Das Geheimnis der grünen Stecknadel mit Joachim Fuchsberger in der Hauptrolle, der zu der Reihe der Edgar-Wallace-Filme zählt. Ihr Auftritt im Film erhielt positive Kritiken und noch im selben Jahr spielte sie im italienisch-spanischen Horrorfilm Estratto dagli archivi segreti della polizia di una capitale europea ihre erste Hauptrolle. Im November 1972 war die Schauspielerin als Pin-Up im Playmen, der italienischen Version des Playboys zu sehen, gefolgt von der Titelseite als Covergirl im September 1974.
1975 zog Keaton nach New York und legte eine dreijährige Pause als Schauspielerin ein. 1978 verkörperte sie ihre wohl bekannteste Rolle als Jennifer Hills, einem sich an ihren Peinigern rächenden Vergewaltigungsopfers im umstrittenen Exploitationfilm Ich spuck auf dein Grab, der in Deutschland aufgrund seiner Gewaltdarstellung indiziert wurde. Keaton hatte während ihres Aufenthalts in New York in einem Magazin für das geplante Casting des Filmes gelesen und kehrte hierfür nach Italien zurück, um als Darstellerin vorzusprechen. Trotz Vorbehalte bezüglich des Inhalts nahm sie die Rolle an. Für ihre Leistung erhielt Keaton beim Sitges Festival Internacional de Cinema Fantàstic de Catalunya die Medalla Sitges en Plata de Ley als beste Schauspielerin. Nach der Veröffentlichung des Films zog sie mit ihrem damaligen Ehemann nach Los Angeles.
In den folgenden Jahren wirkte Keaton in weiteren Filmen mit, die zumeist dem Horror- oder Exploitationgenre zuzuordnen sind. So übernahm sie 2012 eine kleine Nebenrolle in Rob Zombies The Lords of Salem. 2015 kehrte sie bei den Dreharbeiten von I Spit on Your Grave: Deja Vu in ihre Rolle als Jennifer Hills zurück. Der Film sollte ursprünglich 2016 erscheinen, der Veröffentlichungstermin wurde seitdem jedoch mehrfach verschoben. Die Veröffentlichung erfolgte schließlich im April 2019. Keaton ist bis heute als Schauspielerin aktiv.
Von 1979 bis zur Scheidung im Jahr 1982 war Camille Keaton mit dem Ich spuck auf dein Grab-Regisseur Meir Zarchi verheiratet. Eine zweite, 1993 geschlossene Ehe mit dem Filmproduzenten Sidney Luft dauerte bis zu dessen Tod im Jahr 2005 an. Beide Ehen blieben kinderlos.

## Filmografie (Auswahl)
- 1972: Das Geheimnis der grünen Stecknadel (Cosa avete fatto a Solange?)
- 1972: Estratto dagli archivi segreti della polizia di una capitale europea
- 1972: Decamerone - Abenteuer der Wollust (Decameron n. 2… Le altre novelle del Boccaccio…)
- 1973: Il sesso della strega
- 1978: Ich spuck auf dein Grab (I Spit on Your Grave)
- 1982: Raw Force
- 1982: Mädchen hinter Gittern (The Concrete Jungle)
- 1993: Savage Vengeance
- 2010: Sella Turcica
- 2012: The Butterfly Room
- 2012: The Lords of Salem
- 2015: Plan 9
- 2017: Death House
- 2018: Me and Mrs. Jones
- 2019: I Spit on Your Grave: Deja Vu
- 2019: Miss Punisher
- 2020: Camp Twilight
- 2021: Holy Hollywood